# Mandatory (empresa)
Mandatory (anteriormente CraveOnline Media ) es un sitio web de estilo de vida con sede en Los Ángeles y oficinas de ventas en la ciudad de Nueva York, Chicago y San Francisco. El sitio es propiedad de la empresa de medios Evolve Media, LLC. Mandatory centra sus contenidos en el público de estilo de vida masculino, pero se ha diversificado hacia contenidos para todos. Mandatory posee nueve sitios web y se ha asociado con más, produciendo diversos contenidos para cada sitio. A partir de febrero de 2021, solo está disponible en inglés.

## Historia
CraveOnline.com fue lanzado por la empresa de medios en línea AtomicOnline, la división editorial de Evolve Media, LLC, a finales de 2004. CraveOnline fue citado en el libro de 2009 The Man's Book: The Essential Guide for the Modern Man de Thomas Fink como uno de los mejores sitios web para hombres. En cuanto a CraveOnline, AskMen.com afirmó: «CraveOnline.com combina entretenimiento y otros intereses en un solo lugar. Artículos geniales, imágenes bonitas y otras cosas interesantes que no querrás perderte».
En marzo de 2013, CraveOnline lanzó su cubo publicitario 3D para teléfonos inteligentes y tabletas. En mayo de 2013, lanzó su propio estudio de producción. En agosto de 2015, se relanzó CraveOnline. Además de la música, el sitio web también comenzó a centrarse en la cultura y el estilo de vida. En marzo de 2018, CraveOnline cambió su nombre a Mandatory, en honor a una sección popular del sitio del mismo nombre, con un nuevo lema «Ríete. Aprende. Haz algo bueno». Ese mismo año, la empresa sufrió despidos.

## Sitios web propios o asociados
- Cine y TV: ComingSoon.net,[14] SuperHeroHype.com, ShockTillYouDrop.com
- Juegos: ActionTrip, GameRevolution, PlayStation LifeStyle.
- Deportes: HockeysFuture.com, Sherdog, WrestleZone.[15]